# 1243
Anul 1243 (MCCXLIII) a fost un an obișnuit al calendarului gregorian.

## Evenimente
- 2 aprilie: Regele Iacob I Cuceritorul al Castiliei cucerește orașul Murcia de la mauri.
- 3 aprilie: Orașul Szczecin, Polonia dobândește libertatea comunală.
- 25 mai: Bătălia de la Suchodot: Conrad I, duce de Mazovia, este alungat din Cracovia de mica nobilime.
- 25 iunie: Bătălia de la Köse Dag: mongolii înfrâng pe turcii selgiucizi conduși de sultanul Kaikosru al II-lea; statul selgiucid de Rum se supune învingătorilor și se obligă la plata unui mare tribut.

### Nedatate
- ianuarie: Raymond al VII-lea, conte de Toulouse, depune jurământ de vasalitate regelui Ludovic al IX-lea al Franței.
- Alianță între Ioan al III-lea, împăratul de la Niceea și selgiucizi, în vederea apărării comune împotriva mongolilor.
- Batu-han întemeiază Saray, capitala Hoardei de Aur.
- Coaliție încheiată între Genova, Lucca și Florența împotriva Pisei.
- Fondarea orașului Brno, în Cehia.
- Manuel I Mare Comnen, împăratul de Trapezunt, devine vasal al mongolilor, acceptând să plătească un tribut anual acestora.
- Reacții antibudiste violente în Cambodgia.
- Regele Hethum al Armeniei Mici și conducătorul din Mosul trec sub protectoratul mongolilor.

## Nașteri
- 31 mai: Iacob al II-lea de Majorca (d. 1311)
- An Hyang (An Yu), învățat și profesor coreean (d. 1306)
- Guglielmo Sanudo, prinț de Naxos (d. ?)
- Jacques de Molay, mare maestru al Ordinului templierilor (d. 1314)
- Valdemar I, viitor rege al Suediei (d. 1302)

## Decese
- 15 octombrie: Hedviga a Sileziei, 68 ani (n. 1174)
- Dardan, principe de Abhazia (n. ?)

## Înscăunări
- 25 mai: Boleslav al V-lea, ca duce de Cracovia.
- 25 iunie: Inocențiu al IV-lea, papă (1243-1254).
- Jayavarman al VIII-lea, rege al Cambodgei.
- Vladimir Iaroslav, mare cneaz de Vladimir, primind învestitura din partea Hoardei de Aur.